# Святуше
}}
Святуше (словац. Svätuše) — село в окрузі Требішов Кошицького краю Словаччини. Площа села 10,16 км². Станом на 31 грудня 2016 року в селі проживало 795 жителів.
В селі знаходяться католицька й реформатська церкви.

## Історія
Перші згадки про село датуються 1239 роком.

## Географія
Протікають Войчанський канал і Північний Святушський канал.

## Населення
| Рік:            | 1994. | 2004.   | 2014.   | 2024.   |
| --------------- | ----- | ------- | ------- | ------- |
| Кількість осіб: | 907   | 901     | 828     | 810     |
| Різниця:        |       | -0,66 % | -8,10 % | -2,17 % |

| Рік:            | 2023. | 2024.   |
| --------------- | ----- | ------- |
| Кількість осіб: | 799   | 810     |
| Різниця:        |       | +1,37 % |